# Rachiplusia ou
Rachiplusia ou là một loài bướm đêm trong họ Noctuidae.